# Cortaderia selloana
Cortaderia selloana (Schult. & Schult.f.) Asch. & Graebn., 1900 è una pianta angiosperma monocotiledone della famiglia delle Poacee. È conosciuta comunemente come erba della Pampas ed è originaria del sud America meridionale, compresa la regione della Pampa da cui prende il nome.

## Etimologia
Cortaderia deriva dal nome spagnolo argentino "cortadera", che significa "taglierino", in riferimento ai margini delle foglie affilati come rasoi.
Selloana deriva da Friedrich Sellow (1789-1831), botanico tedesco di Potsdam che lavorava come collezionista di piante in Brasile. Studiò la flora del Sudamerica, in particolare quella del Brasile. L'epiteto specifico selloana fu dato da Josef August and Julius Hermann Schultes nel 1827.

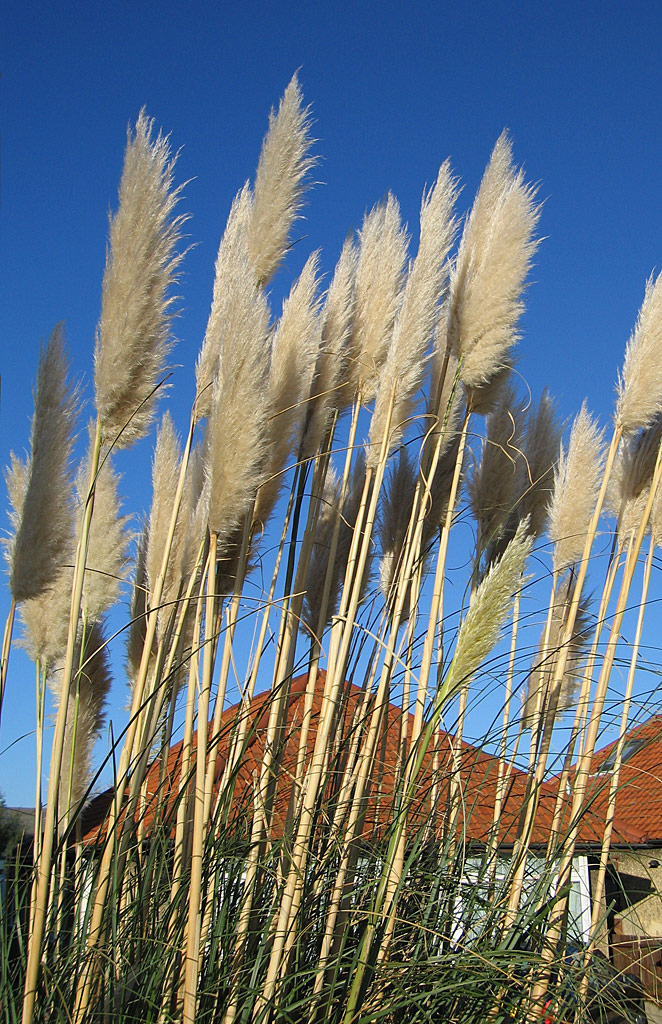
C. selloana

### Cultivar

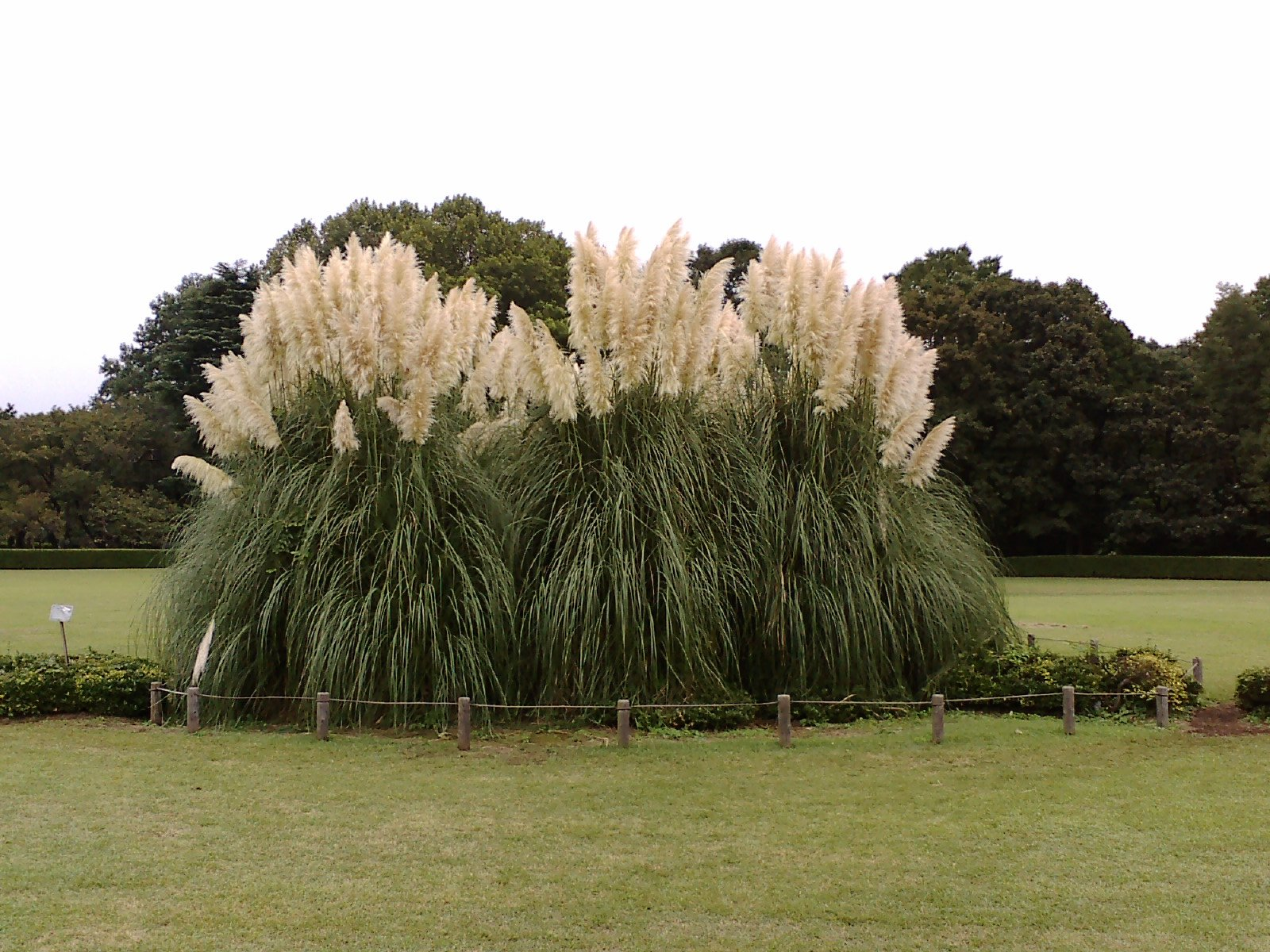
Esemplare di erba della Pampas di 4 m di altezza e 7 m di diametro, conservato nel giardino botanico Jindai.

Vi sono numerose cultivar e le seguenti hanno ottenuto il premio Garden Merit assegnato dalla Royal Horticultural Society:
- Aureolineata[6]
- Evita[7]
- Monstrosa[8]
- Patagonia[9]
- Pumila[10]
- Silver Feather Notcort[11]
- Sunningdale Silver[12] — cresce fino a 4 m

## Impatto negativo
La pianta è diventata invasiva in tutto il Nord America. È stata anche proibita alle Hawaii e in Nuova Zelanda a causa della sua capacità di diventare troppo grande e rimpiazzare le piante autoctone. In Europa, è stata introdotta per la prima volta nel Regno Unito, diffondendosi successivamente in altri paesi del continente come Irlanda, Portogallo, Spagna, Francia e Italia.
Cresce molto rapidamente e può arrivare a sostituire le piante autoctone e a distruggere i loro habitat, riducendo la biodiversità. Le foglie, taglienti come lame, possono ferire gli uccelli che se ne nutrono. La pianta compete anche con altre piante autoctone monopolizzando risorse come ombra, luce solare e nutrienti nel terreno. A causa dell'ampia superficie, le foglie rappresentano un notevole rischio di incendio se poste vicino a sostanze infiammabili.

### Metodi di controllo
L'erba della Pampas può essere controllata attraverso trattamenti erbicidi. Per fare ciò, l'erba viene tagliata vicino alla base. Successivamente, una soluzione chimica di glifosato al 2% viene combinata con un tensioattivo a base di silicone e applicata per migliorare il potenziale di penetrazione. Questo metodo funziona meglio in autunno perché c'è un controllo generale migliore rispetto ad altre stagioni. Un altro metodo di controllo consiste nell'eradicare i germogli o tagliare e rimuovere le infiorescenze per evitare che i semi si diffondano.
Il suolo lavorato è facile preda di questa pianta poiché i semi attecchiscono meglio sul terreno nudo. Al fine di controllare il disturbo, si può praticare la pacciamatura sul terreno nudo esposto per soffocare i semi e prevenirne la germinazione. Inoltre, introdurre o seminare piante desiderate e non invasive può fornire concorrenza per ridurre la germinazione e l'insediamento delle piantine.